# Waggaman (Louisiane)
Waggaman est une census-designated place de la paroisse de Jefferson, en Louisiane, aux États-Unis,. Elle est située sur la rive ouest du Mississippi, au sud de Kenner.

## Histoire
George Augustus Waggaman s'est installé dans la région avec son épouse, Camille Arnoult, qui y avait hérité d'une grande étendue de terres. Ils y fondent une plantation qu'ils appellent Avondale, qui plus tard, en 1892, est engloutie par le Mississippi.

## Source de la traduction
- (en) Cet article est partiellement ou en totalité issu de l’article de Wikipédia en anglais intitulé « Waggaman, Louisiana » (voir la liste des auteurs).